# Hrabstwo Wake
Hrabstwo Wake (ang. Wake County) – hrabstwo w stanie Karolina Północna w Stanach Zjednoczonych. Według spisu z 2020 roku liczy ponad 1,1 mln mieszkańców i jest najbardziej zaludnionym hrabstwem w stanie. Jego siedzibą administracyjną jest Raleigh.

## Geografia

### Miasta
- Apex
- Cary
- Fuquay-Varina
- Garner
- Holly Springs
- Knightdale
- Morrisville
- Rolesville
- Raleigh
- Wake Forest
- Wendell
- Zebulon

### Sąsiednie hrabstwa
- Hrabstwo Granville – północ
- Hrabstwo Franklin – północny wschód
- Hrabstwo Nash – wschód
- Hrabstwo Johnston  – południowy wschód
- Hrabstwo Harnett – południowy zachód
- Hrabstwo Chatham – zachód
- Hrabstwo Durham – północny zachód

## Demografia
Według danych z 2019 roku 64,6% mieszkańców stanowiła ludność biała (59,4% nie licząc Latynosów), 20,8% to byli czarnoskórzy Amerykanie lub Afroamerykanie, 7,5% to Azjaci, 2,5% miało rasę mieszaną, 0,5% to rdzenna ludność Ameryki i 0,02% to Hawajczycy i mieszkańcy innych wysp Pacyfiku. Latynosi stanowili 10,4% ludności hrabstwa.

## Religia
Hrabstwo Wake posiada najwyższy odsetek katolików w obu Karolinach – w 2010 roku 11% populacji jest członkami Kościoła katolickiego. Ponad 31,1% było członkami zarejestrowanych kościołów protestanckich i byli to głównie: baptyści (10,2%), metodyści (7%), bezdenominacyjni (5,8%), kalwini (2,5%) i zielonoświątkowcy (2%).
Do innych grup religijnych należeli: muzułmanie (1,1%), mormoni (0,99%), buddyści (0,67%), hinduiści (0,64%), żydzi (0,38%), prawosławni (0,29%), unitarianie uniwersalisći (0,09%) i bahaiści (0,06%).
Wśród niezarejestrowanych związków byli: świadkowie Jehowy (9 zborów), Zjednoczony Kościół Zielonoświątkowy (6 zborów), Kościół Anglikański w Ameryce Północnej (5 kościołów) i wiele innych.